# イヴァン・ヴァゾフ
イヴァン・ミンチョフ・ヴァゾフ(Иван Минчов Вазов; 1850年7月9日 – 1921年9月22日)は、ブルガリアの詩人、小説家、劇作家。「ブルガリア文学の祖」と目されることも多い。1888年の小説『軛の下で』は30以上の言語に翻訳されている。イヴァン・ヴァゾフ国立図書館、イヴァン・ヴァゾフ国立劇場は彼の名をとって命名されている。

## 生涯

### 幼少期

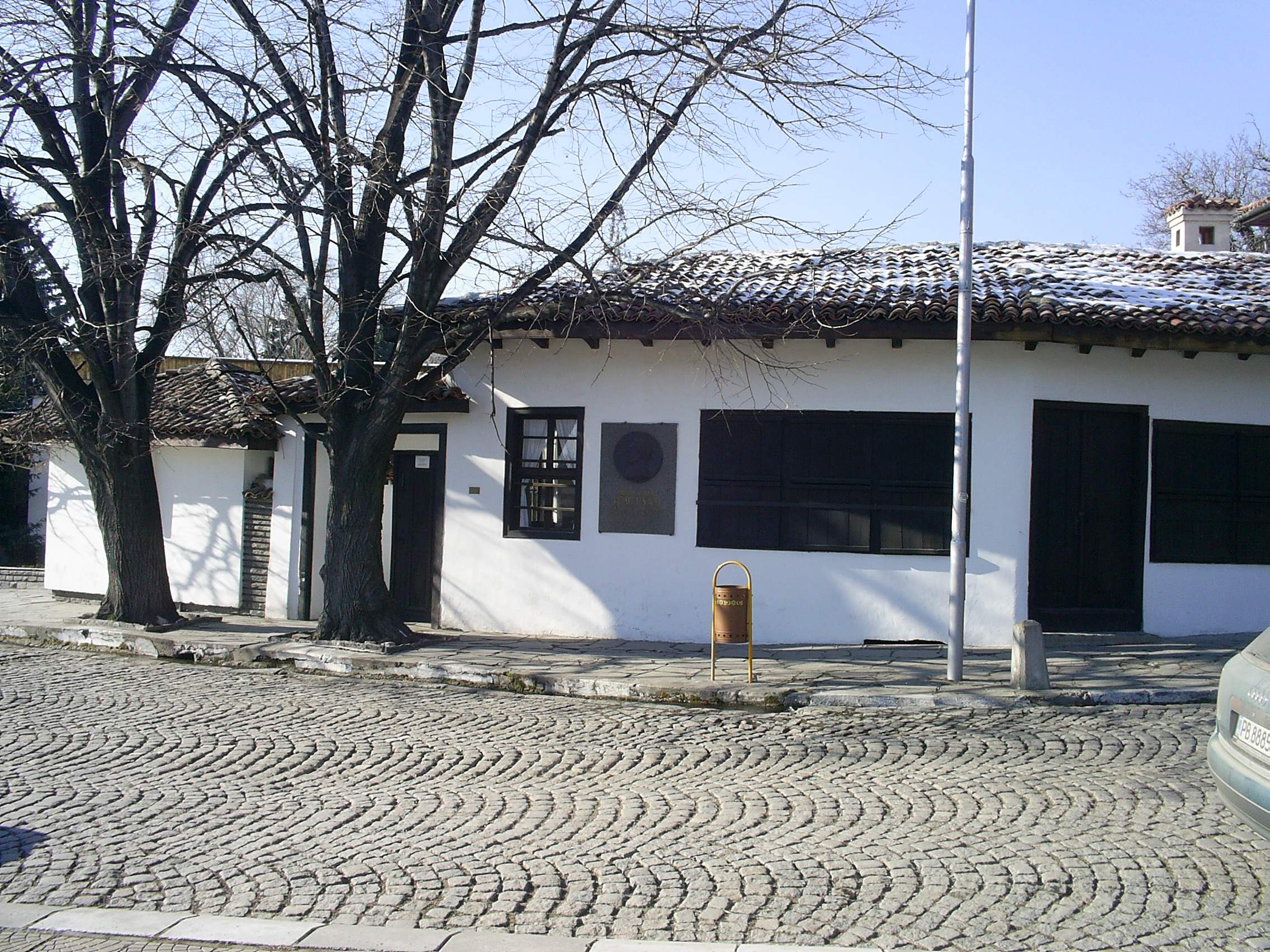
Geburtshaus Wasows

ミンチョホ・ヴァゾフとサバ・ヴァゾフのあいだにソポトで生まれる。商人の家庭。伝統的自意識が強かった家柄であり、兄弟にブルガリアの革命家でのちに国軍の将軍になるゲオルギ・ヴァゾフやウラジミール・ヴァゾフ、また、政治家になったボリス・ヴァゾフがいる。ボリスによればヴァゾフ家はテペデレンリ・アリー・パシャの治世中に現在のギリシャ地域カストリア地区にあたる村ヤノベニから逃れる形で来たという。
イヴァン・ヴァゾフはソポトでブルガリア修道院付属の学校や中等学校を卒業。早い時期からブルガリアや外国の文学と出会う。ヴァゾフはロシア関係を専門とする先生パルテニー・ベルチュヘフから初めてロシア詩やブルガリアの革命作品に触れる。1865年、ヴァゾフはカロフェルにある学校で教師のボトヨ・ペトコフ(ブルガリアの詩人で独立革命家のフリスト・ボテフの父親)からギリシャ語の手ほどきを受ける。ヴァゾフはフランス文学やロシア文学の作品がふんだんにあった蔵書を見つけ、耽読、以後の文語的発達に寄与する。1866年、青年ヴァゾフは父によってプロヴディフに送られ、高等学校の4年生に在籍する。父はヴァゾフがギリシャ語を上達し、さらにトルコ語を学ぶことを望んでいたけれども、ヴァゾフはフランス語を学び、ピエール＝ジャン・ド・ベランジェ、ヴィクトル・ユゴー、アルフォンス・ド・ラマルティーヌといったフランスの詩人たちの詩を読んでいた。2年後、彼は父から事業を引き継ぐためソポトに帰郷する。けれども青年イヴァンは事業にほとんど関心を示さず、はやくも事業書の代わりに韻文の書物に熱中。イヴァンは母サバから支援を受ける。このころに書かれた詩の多くは後年になって『マイスカ キトカ』 (Майска китка)と題されたうえで1880年に出版される。

### ルーマニアへ
1870年にイヴァンは見習いとして商業を学ぶため、ルーマニア南部のオルテニツァの商人である叔父のところへ父が送った。けれども彼は商業に興味がなかった。彼はルーマニア語やルーマニア文学を学び、ミハイル・コガルニセアヌ、ヴァシレ・アレクサンドリ、ニコラエ・バレスク、その他多くの人物の革命思想を研究する。彼は書物により関心が高まったがためルーマニア東部のブライラに向かう、同年、中心的なブルガリア人亡命コミュニティに参加する。彼はストランジャにあるブルガリアの独立活動家の集会所のひとつだったニコラの宿屋でしばらくの間、住んでいた。そこでは決定的にヴァゾフに対して革命や自主独立の思想について影響を与えたフリスト・ボテフと出会った。ヴァゾフはルーマニア東部のブライラやガラツィで内部革命組織やブルガリア革命中央委員会(BRZK)の会合に参加する。苦しい生活の中、愛国組織の会議は青年詩人イヴァン・ヴァゾフにさし響き、彼の文学作に深い影響を残した。以後、『解放戦士』 (ブルガリア語 Хъшове; Haschowe)、『ネミリ-ネドラギ』 (ブルガリア語 Немили-недраги)といった小説等、複数の作品を発表する。最初に出版された詩集『闘争』 (ブルガリア語 Борба, ‚Kampf‘)は亡命雑誌『ブルガリア文学社会誌』 (ブルガリア語 Периодическо списание на Браилското книжовно дружество)で1870年に発表する。彼は愛国詩を新聞『祖国』 (ブルガリア語. Отечество)、新聞『独立』 (bulg. Свобода)、雑誌『集い』 (bulg. Читалище)にそれぞれ掲載する。
1873年から1872年にかけて、一旦、ブルガリアに戻ったイヴァン・ヴァゾフはオスマン帝国の支配下にあった町スビレングラートで教師として働いた。彼は翌年にソフィア-キュステンジル間の鉄道の線路建設で通訳者として働き、ブルガリア南東部にあるムスタファ・パシャ(現在の地名はスヴィレングラード)で貧しいブルガリア農民の生活を目のあたりにした。彼は1875年に故郷へ戻り、同年、内部革命組織の下部組織としてソポト革命委員会の結成に参加、オスマントルコ帝国と戦った。

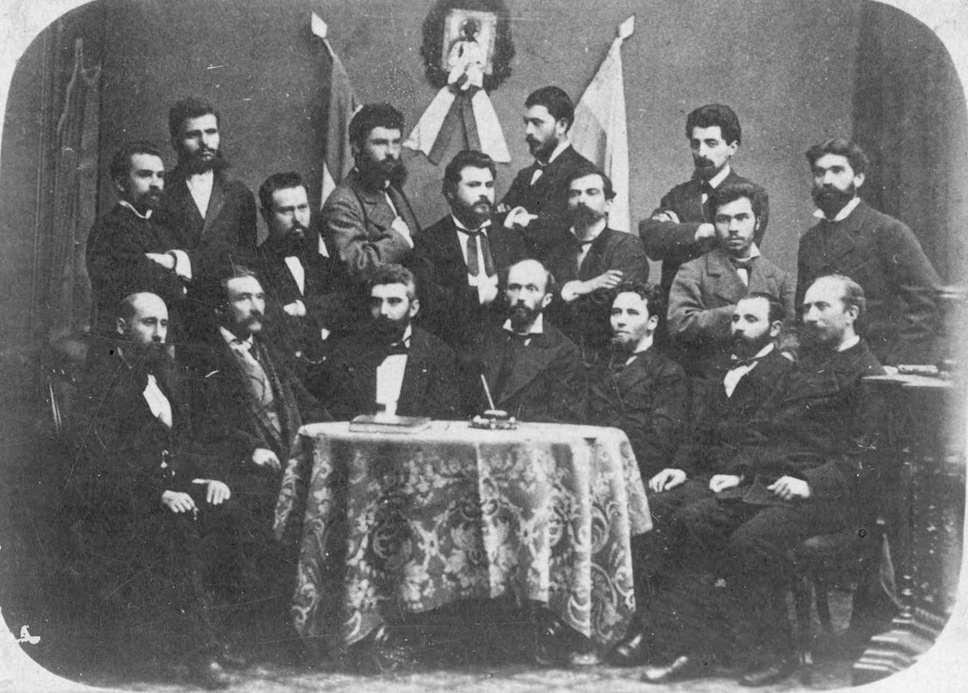
Wasow bei der Hauptversammlung der Zentralen Bulgarischen Wohltätigkeitsgesellschaft im November 1876 (hintere Reihe, ganz rechts)

ヴァゾフは1875年に勃発したスタラ・ザゴラ蜂起が武力鎮圧され失敗したことから追い詰められた。彼はルーマニアに不法に移住し、それからブカレストに定住する。そこで彼は中央ブルガリア慈善会(bulg. Българско централно благотворително общество)に入会し、秘書として働いた。彼はブカレストで、ルーマニア当局によって逮捕されトルコに引き渡される恐れがあるかもしれない困難な状況のもと、偽名Pejtschinを使い『プリャポレツ・イ・グスラ』 (bulg. Пряпорец и гусла)や『ブルガリアの悲嘆』
(bulg. Тъгите на България; Tagite na Balgarija)といった詩集を書きあげて刊行した。
1877年から1878年にかけて勃発した露土戦争の中、ヴァゾフはスビシュトフやルセで元ロシア副領事ナイデン・ゲロフのもとで事務員として採用される。彼は当時まだ外国支配下で生活するブルガリア人にたいして呼び掛けた詩集『救世』 (ブルガリア語 Избавление)を書いた。1879年3月から1880年9月にかけて彼はベルコビツァ地域の訴訟機関で判事長を務め、その司法経験は長編詩『グラマダ』 (ブルガリア語. Грамада)を書く動機になっている。

### プロブディフ
1880年10月5日、ヴァゾフは東ルメリ自治州の州都プロブディフに居住。ヴァゾフはトルコの支配下であったブルガリアの東ルメリ自治州で積極的に政治活動に乗り出し、親ロシア派の東ルメリア人民党(後年の1894年に結党の人民党とは別)の党員になる。彼は地方議会（bulg。Областнотосъбрание）で副議長に選出され、『マリツァ』 (bulg. „Марица“)、『民衆の声』 (bulg. „Народний глас“)、『連帯』 (bulg. „Съединение“)といった新聞の編集者になった。ブルガリア公国の公アレクサンダル1世は1881年にタルノヴォ憲法の廃止と臨時政府樹立を宣言したため、ヴァゾフは厳しい批判者の一人になる。
1881年初めにヴァゾフはプロブディフ科学・文學界 (ブルガリア語 Пловдивското научно книжовно дружество)の代表に選出される。ブルガリア独立後、最初のブルガリアの科学誌である『科学ジャーナル』 (bulg. „Наука“)の編集者になる。同年、ブルガリア科学アカデミーの会員に選ばれる。1885年、作家コンスタンチン・ウェリチョコフと一緒にブルガリアの文芸誌『ソラ』 (bulg. „Зора“; 'Morgenröte')を創刊する。この2人はともにブルガリア人や外国人の作家の作品を多く掲載している文芸誌『ブルガリアの読者』 (bulg. „Българска христоматия“)の編集者でもある。
プロブディフでヴァゾフはブルガリア公国と東ルメリ自治州が合併することについて東ルメリア人民党から拒否されるが、その後、ブルガリアはセルビア・ブルガリア戦争で勝利したため、国際社会は事実上、ブルガリアの東ルメリ自治州併合を容認したがために、東ルメリア人民党は政治的地位を失った。
ヴァゾフはプロヴディフに滞在中、抒情詩『忘れ去られた抒情詩』 (bulg. Епопея на забравените)、詩『ブルガリア語』 (bulg. „Българският език“)『解放へ』 (ブルガリア語 „Към свободата“)、詩集『スリビニツァ』 (ブルガリア語 „Сливница“)、中編小説『ネミリ-ネドラギ』 (ブルガリア語 Немили-недраги; Nemili-Nedragi)、『叔父』 (ブルガリア語 „Чичовци“)、散文『イヂョ リー?』 (ブルガリア語 „Иде ли?“) 等、幾多の作品を著した。これら作品はトルコの軛から解放後のブルガリア文学における多くの文学ジャンルの基礎となっている。

### オデッサ滞在
1886年8月9日にブルガリア公国で親ロシア派将校のグループがクーデターを起こし、公アレクサンダル1世は追放されるが、政治家ステファン・スタンボロフはアレクサンダル公の権力を回復するため反クーデター派を率いて対抗した。ヴァゾフは反ロシア派暫定政府のステファン・スタンボロフによる親ロシア派に対する弾圧を逃れるため、1886年の夏にロシア帝国のオデッサに渡った。オデッサに滞在中 (1886年から1889年まで)、小説『軛の下で』(ブルガリア語 Под игото)を著した。『軛の下で』(松永緑弥訳、恒文社)は30以上の言語に翻訳されている。

### ソフィア
1889年にヴァゾフはブルガリアに帰国し、ソフィアに定住する。1890年に雑誌『デニツァ』 (bulg. „Денница“)を創刊する。彼は批評的、現実主義の長文叙事文を『ドラスキ・イ・シャルキ』 (ブルガリア語 „Драски и шарки“)と題して2巻にまとめる。1895年、彼の文学活動25周年記念が祝われていたころに小説『新生国家』 (ブルガリア語 Нова земя)を発表する。

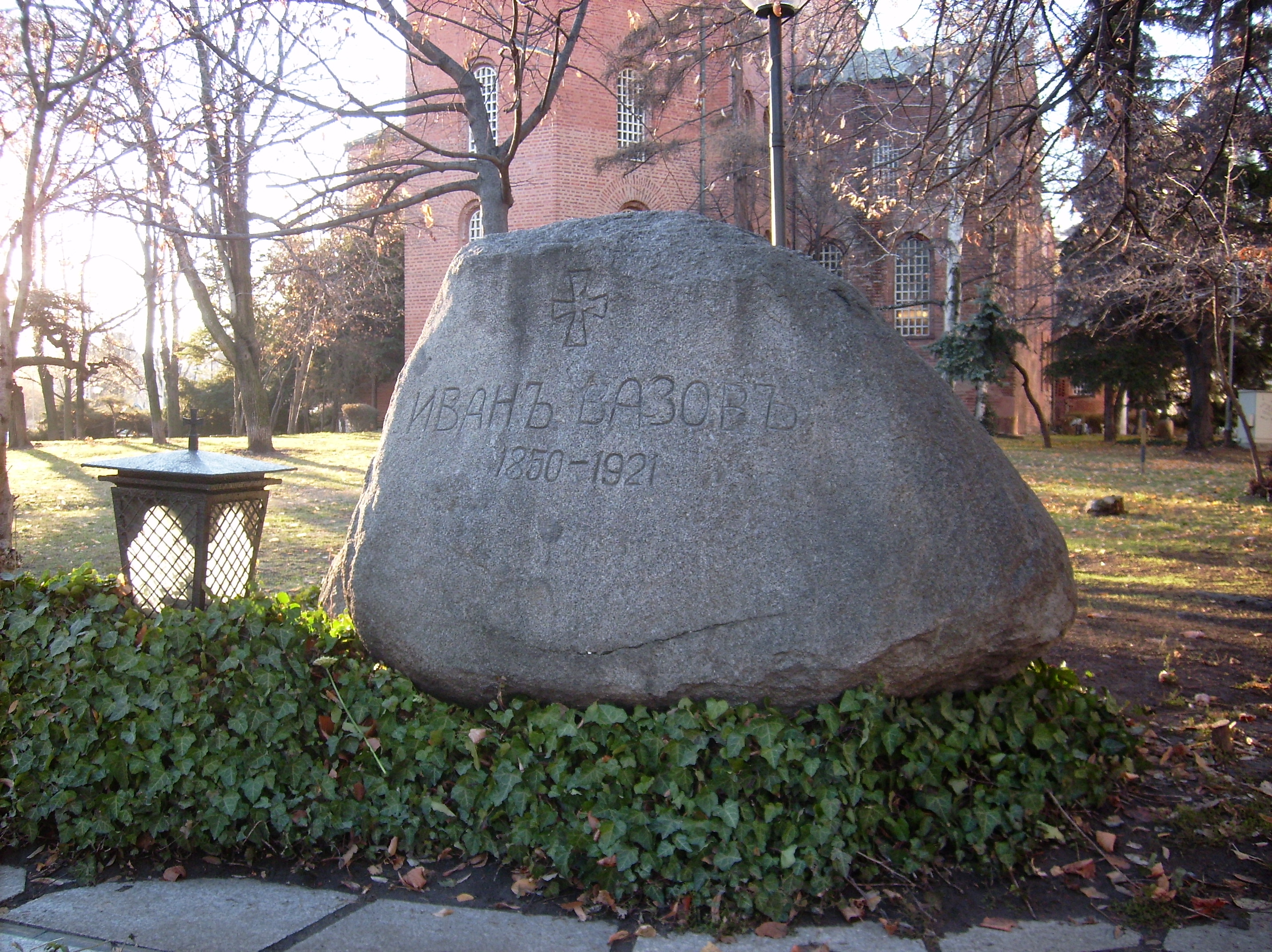
Wasows Grab in Sofia

ブルガリアが統一された後、東ルメリ自治州の東ルメリア人民党は存在意義を失い解党、1894年にブルガリア王国の保守系の政党として新たに人民党を結党し、ヴァゾフやコンスタンティン・ストイロフなど古参活動家の多くは人民党に参加した。コンスタンティン・ストイロフは首相を務め、内閣を発足、イヴァン・ヴァゾフは教育大臣に任命される。バルカン戦争の間、彼は最も有名な詩の一節『私はブルガリア人』 (bulg. „Аз съм българче“)を書いた。ヴァゾフは第一次世界大戦においてドイツ側に立ってブルガリアが参戦することに反対する団体のリーダーになる。しかし、ヴァゾフは戦争中に『マケドニアの歌』 (ブルガリア語 Песни за Македония)、『彼は死にはしまい』 (ブルガリア語 Не ще загине)、『山脈の歌声』 (ブルガリア語 Какво пее планината)といったブルガリアの兵士を賞賛する詩を書いている。大戦後の1921年9月21日にイヴァン・ヴァゾフは逝去した。

## 記念

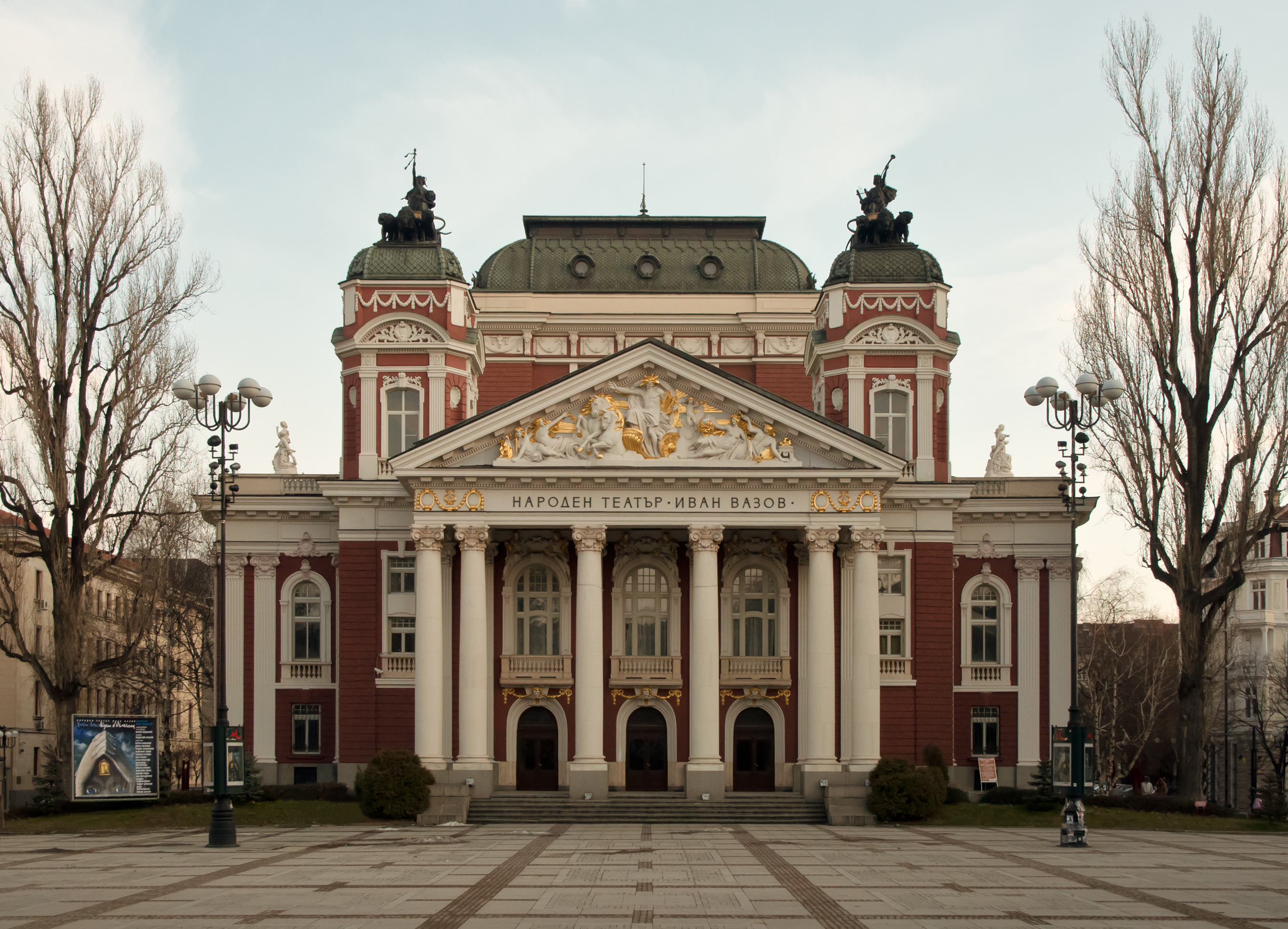
イヴァン・ヴァゾフ国立劇場

ブルガリア・ソフィアのイヴァン・ヴァゾフ国立劇場、プロヴディフのイヴァン・ヴァゾフ国立図書館は彼の名を冠している。
ソフィアの中心部にある聖ソフィア聖堂の近くの公園にヴァゾフの最も有名な記念碑がある。ソフィアでヴァゾフが住んでいた家は博物館になっており、またベルコヴィツァにもイヴァン・ヴァゾフ邸宅博物館がある。
スロバキアの首都ブラチスラバにあるヴァゾフ通り、南極大陸のサウスシェトランド諸島リヴィングストン島にあるヴァゾフ岬、ヴァゾフ岩礁も彼の名をとり命名された。
1917年にノーベル文学賞ノミネート。

## 著作
長編小説

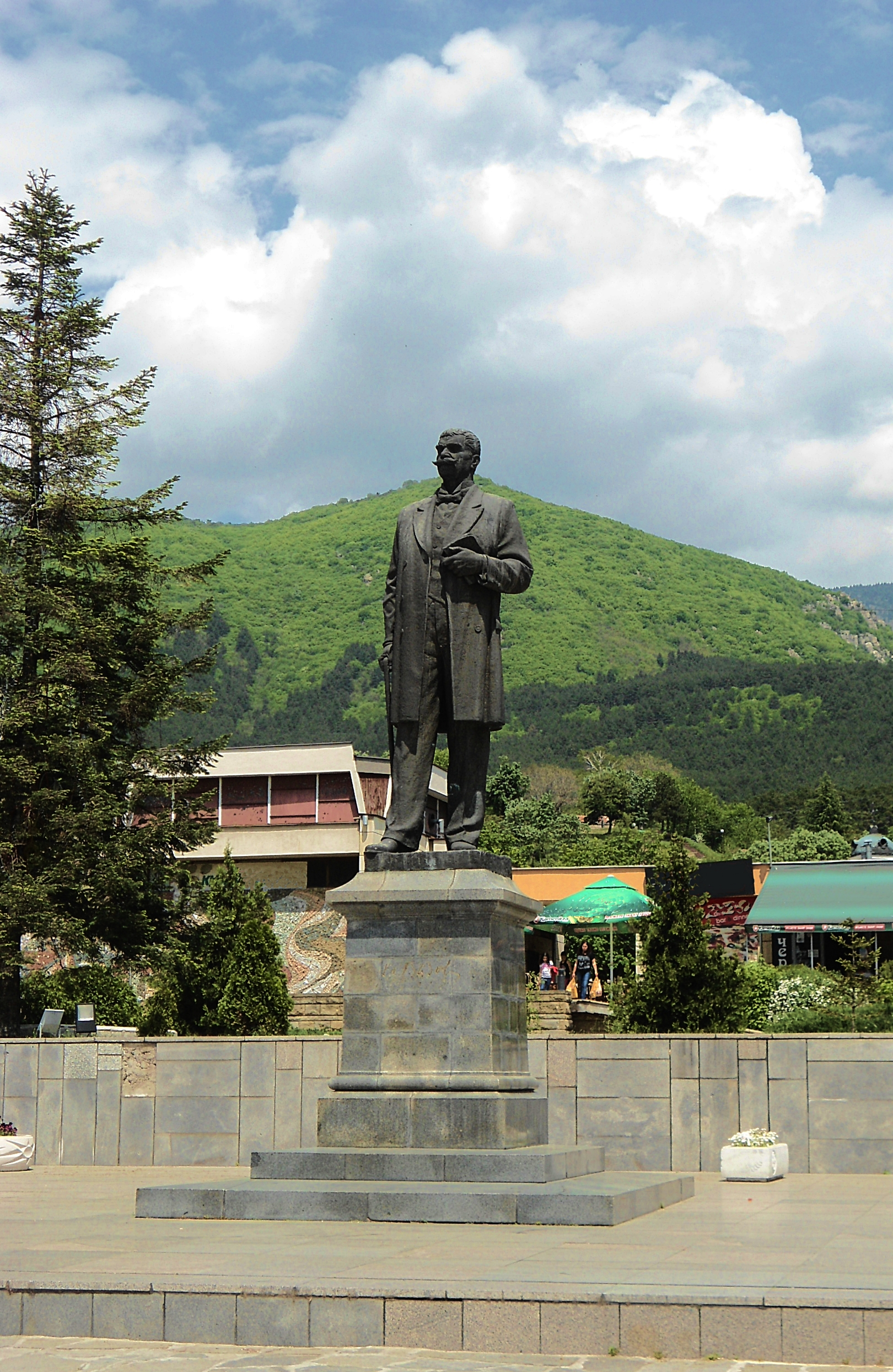
Iwan-Wasow-Denkmal in Sopot

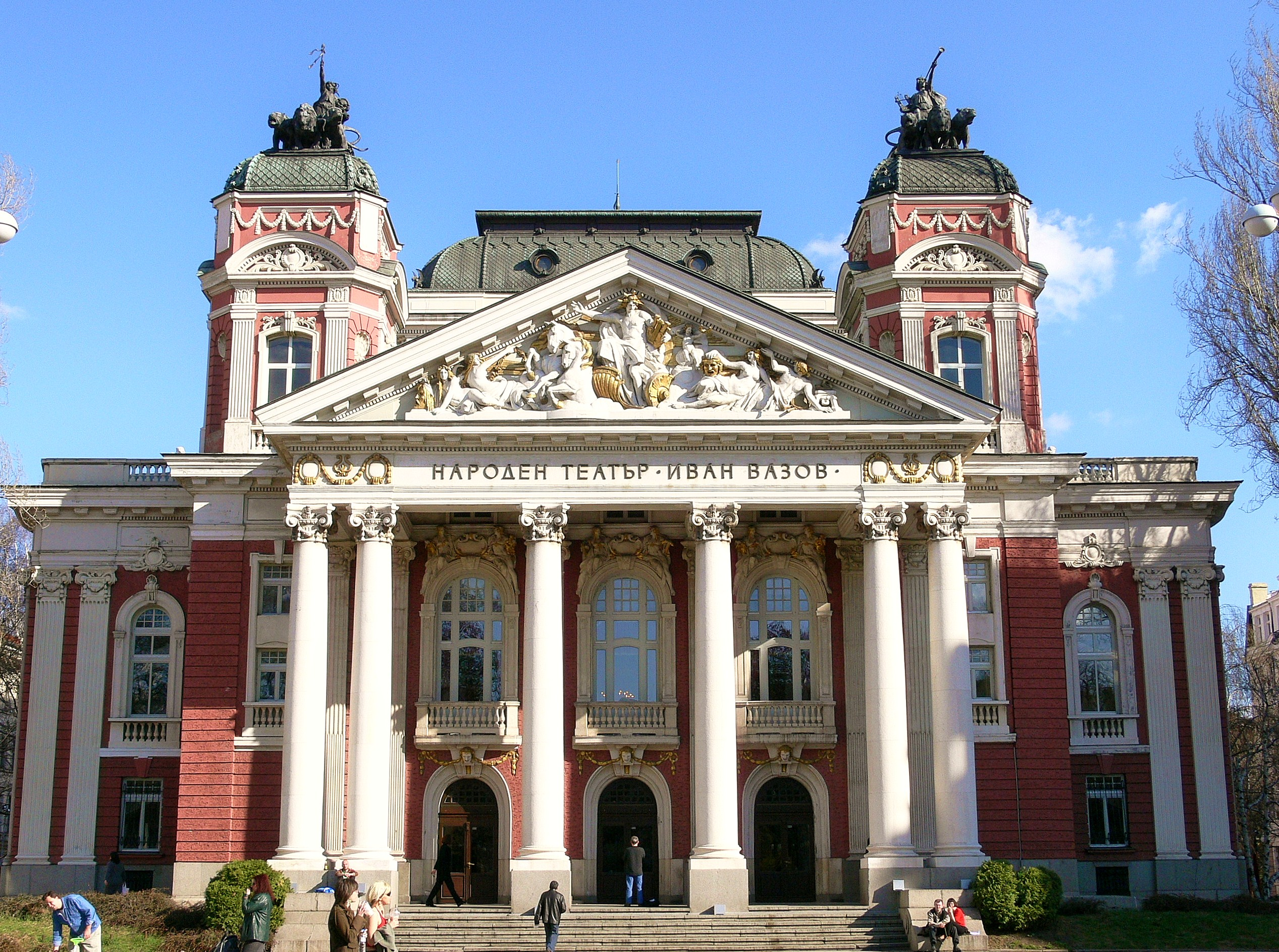
Das Nationaltheater „Iwan Wasow“ in Sofia

- Unter dem Joch (bulg. Под игото; Pod Igoto)
- Neues Land (bulg. Нова земя; Nowa Zemja)
- Swetoslaw Terter (bulg. Светослав Тертер)

中編小説
- Mitrofan i Dormidolski (bulg. Митрофан и Дормидолски)
- Unbelieb und Heimatlos (bulg. Немили-недраги; Nemili-Nedragi)
- Die Onkeln (bulg. Чичовци; Tschitschowzi)
- Nora (bulg. Нора)

戯曲
- Freiheitskämpfer (bulg. Хъшове; Haschowe)
- Zum Abgrund (bulg. Към пропаст)

喜劇
- Sluschbogonzi (bulg. Службогонци)
- Zeitungsverkäufer? (bulg. Вестникар ли?)
- Herr Mortagon (bulg. Господин Мортагон)
- Zweikampf (bulg. Двубой)

旅行記
- Im Schoße der Rhodopen. Wanderungen durch Bulgarien (bulg. В недрата на Родопите)
- Himmelshöhen (bulg. Висините)
- Witoscha (bulg. Витоша)
- Rila (bulg. Рила)
- Pirin (bulg. Пирин)
- Eine Ecke des Balkangebirges (bulg. Един кът от Стара планина)
- Der Ochse (bulg. Волът)
- Juruktschal (bulg. Юмрукчал)
- Weliko Tarnowo (bulg. Велико Търново)
- Zarewez (bulg. Царевец)
- Auf dem Berg Sweti Nikola (bulg. На върха Свети Никола)
- Das Rosental und Tundscha (bulg. Розовата долина и Тунджа)
- Eine der unseren Schwarzmeerperlen (bulg. Един наш черноморски бисер)

詩
- 1870 „Borba“ (bulg. Борба ‚Kampf‘)
- 1880 Gedichtsammlung  „Majska Kitka“ (bulg. Майска китка)
- Gramada. Poem aus dem Leben der Schopen (bulg. Грамада)
- Zagorka (bulg. Загорка)
- Meine Nachbarin Gmitra (bulg. Моята съседка Гмитра)
- Zihra (bulg. Зихра)
- Im Königreich der Waldfeen (bulg. В царството на самодивите)
- Das Niesen des Saluts (bulg. Кихавицата на салюста)
- Die Rose von Sinai (bulg. Синайска роза)
- Epopöe der Vergessenen (bulg. Епопея на забравените; Epopeja na sabrawenite), dieses Werk enthält die folgenden 12 Poeme:
  - Lewski (bulg. Левски)
  - Benkowski (bulg. Бенковски)
  - Kotscho (bulg. Кочо)
  - Brüder Zhekowi (bulg. Братя Жекови)
  - Kableschkow (bulg. Каблешков)
  - Paisii (bulg. Паисий)
  - Brüder Miladinowi (bulg. Братя Миладинови)
  - Rakowski (bulg. Раковски)
  - Der Karadscha (bulg. Кададжата)
  - 1876
  - Wolow (bulg. Волов)
  - Die Landwehrsoldaten auf Schipka (bulg. Опълченците на Шипка)

作品集
- Erzählungen (bulg. Разкази) 1881–1901
- Striche und Farben (bulg. Драски и шарки)
- Gesehenes und gehörtes (bulg. Видено и чуто)
- Bunte Welt (bulg. Пъстър свят)
- Morgens im Banken (bulg. Утро в Банки)
- Erzählungen (bulg. Разкази) 1901–1921

短編小説
- Opa Joco schaut (bulg. Дядо Йоцо гледа)
- Eine Bulgarin (bulg. Една българка)
- Die gefährliche Abenteuer des Apostols (bulg. Апостолът в премеждие)
- Kommt er? (bulg. Иде ли?)
- Landschaft (bulg. Пейзаж)
- Dunkler Held (bulg. Тъмен герой)
- Zeitungsverkäufer? (bulg. Вестникар ли?)
- Hadschi Ahil (bulg. Хаджи Ахил)
- Lehre (bulg. Урок)
- Die neue Übersiedlung (bulg. Ново преселение)
- Traviata (bulg. Травиата)
- Der Kandidat für den Hammām (bulg. Кандидат за „хамама“)
- Der redegewandte Gast an der staatliche Tafel (bulg. Сладкодумен гост на държавната трапеза)
- Schumi Maritza (bulg. Шуми Марица; „Es rauscht die Maritza“)
- Der saubere Weg (bulg. Чистият път)
- Lewski aus „Unbelieb und Heimlos“ (bulg. Левски из „Немили-недраги“)
- Das ungastliches Dorf (bulg. Негостолюбиво село)
- Pawle Fertigat (bulg. Павле Фертигът)
- Der letzte Tag des 20. Jahrhunderts (bulg. Последният ден на XX век)

## 文献
- Christo Ognjanoff: Bulgarien. Glock und Lutz Verlag, Nürnberg 1967, S. 320–331.
- Eduard Bayer, Dietmar Endler: Bulgarische Literatur im Überblick. Verlag Philipp Reclam, Leipzig 1983, S. 125–133.
- Otto Harrassowitz: Kleine Slavische Biographie. MZ-Verlag, Wiesbaden 1958, S. 743.
- Ташев, Ташо. Министрите на България 1879-1999. София, АИ „Проф. Марин Дринов“ / Изд. на МО, 1999. ISBN 978-954-430-603-8 / ISBN 978-954-509-191-  9. с. 74-75.
- Карчев, Петър. През прозореца на едно полустолетие (1900-1950), София, 2004, стр. 274.
- Михаил Арнаудов. „Македония като българска земя“. (беседа, държана в Битоля на 4 юли 1941 г.)
- Бачева, Ирина и др. Кратък летопис. // vazovmuseum.com. Къща музей "Иван Вазов" - Сопот, 2013. Посетен на 2013-03-18.
- Аврамов, Румен. Комуналният капитализъм: Т.II. София, Фондация Българска наука и култура / Център за либерални стратегии, 2007. ISBN 978-954-90758-8-5. с. 22.
- The Nomination Database for the Nobel Prize in Literature, 1901-1950. // Nobelprize.org.
- SCAR Composite Gazetteer of Antarctica: Vazov Point.
- Нацева, Розалина, Любен Иванов, Инес Лазарова, Петя Кръстева. Каталог на българските банкноти. Българска народна банка. С., 2004. ISBN 954-9791-74-2, с. 107